# Laleonectes nipponensis
Laleonectes nipponensis är en kräftdjursart som först beskrevs av Sakai 1938.  Laleonectes nipponensis ingår i släktet Laleonectes och familjen simkrabbor. Inga underarter finns listade i Catalogue of Life.